# Papa Gregorio XII
Gregorio XII, nato Angelo Correr (Venezia, 1335 circa – Recanati, 18 ottobre 1417), è stato il 205º papa della Chiesa cattolica dal 1406 al 1415. Fu il primo cittadino della Repubblica di Venezia ad essere eletto al Soglio pontificio. Regnò nel periodo del Grande Scisma d'Occidente.

## Biografia
Proveniente dalla nobile famiglia veneziana dei Correr, era figlio di Niccolò di Pietro e di Polissena. Era zio del cardinale Antonio Correr, C.R.S.G.A., e del cardinale Gabriele Condulmer, il futuro papa Eugenio IV.

### La carriera ecclesiastica
Il Correr ottenne il magistero in teologia, e ne divenne professore all'università di Bologna. Fu canonico del capitolo della cattedrale di Venezia. Nell'ottobre del 1380 fu nominato vescovo di Castello, carica che mantenne per dieci anni, dopodiché fu creato patriarca di Costantinopoli. Fu legato pontificio in Istria e Dalmazia per conto di Urbano VI nel 1387. Nel 1399 fu legato pontificio, per conto di Bonifacio IX (Pietro Tomacelli-Cybo), a Napoli, presso il re Ladislao. Nel 1405 fu nominato governatore della Marca Anconitana. Nel concistoro del 12 giugno 1405 fu creato cardinale da Innocenzo VII, e ricevette il titolo di cardinale presbitero di San Marco.

### Il pontificato (1406-1415)

#### L'elezione al Soglio
Gregorio venne eletto il 30 novembre 1406 e fu incoronato il 19 dicembre successivo. La Chiesa cattolica era divisa tra la sede di Roma e quella di Avignone (Francia) per uno scisma che si era aperto nel 1378. Anche il collegio cardinalizio era diviso; alcuni cardinali avevano seguito l'antipapa Benedetto XIII ad Avignone, e si erano così formati collegi diversi. Gregorio fu eletto a Roma da un conclave di «obbedienza romana». I quindici cardinali giurarono che, se Benedetto XIII avesse rinunciato a tutte le sue pretese al papato, anche Gregorio avrebbe rinunciato. In questo modo sarebbe stato convocato un nuovo conclave e si sarebbe posto fine allo scisma. 

A Roma, all'indomani dell'elezione, lo stesso collegio cardinalizio chiese al neoeletto di non nominare alcun nuovo cardinale, se non per portare il numero dei porporati di obbedienza romana ad un numero pari a quello dei cardinali di obbedienza avignonese.

#### Lo Scisma d'Occidente
Gregorio e Benedetto aprirono negoziati prudenti, per incontrarsi su suolo neutrale a Savona. Inizialmente erano entrambi esitanti: da un lato la famiglia di Gregorio XII e il re di Napoli, l'angioino Ladislao, timorosi di perdere la loro posizione di vantaggio in caso di rinuncia del Correr, spingevano l'anziano pontefice a rifiutare le offerte provenienti dalla parte avignonese. Sta di fatto però che nell'inverno 1407-8 i due rivali si trovarono vicini: Benedetto era a Portovenere (nella Riviera ligure di levante) e Gregorio a Lucca, luoghi che distano tra loro appena 85 chilometri. Ma il timore di essere catturati dalla fazione avversaria fece fallire la trattativa sul nascere.

#### La contesa con i due antipapi
Davanti al tentennamento di entrambi, i cardinali delle due fazioni diedero segni d'insofferenza, e Gregorio, timoroso di perdere il sostegno dei suoi, nominò il 9 maggio 1408 quattro nuovi cardinali (tra cui il Condulmer, il futuro Eugenio IV, e Giovanni Dominici), contravvenendo così agl'impegni assunti dal conclave che l'aveva eletto. Gregorio obbligò i cardinali di obbedienza romana a non allontanarsi da Lucca. D'altro canto Benedetto XIII, che non era mai stato desideroso di abdicare, decise di rifugiarsi presso re Martino I d'Aragona, il suo principale alleato.
Disubbidendo agli ordini di Gregorio XII, sette cardinali d'obbedienza romana (tra cui Oddone Colonna, futuro papa Martino V) lasciarono Lucca in segreto e negoziarono coi cardinali di Benedetto XIII la convocazione di un concilio generale nel corso del quale i due papi sarebbero stati deposti e ne sarebbe stato eletto un altro. I due gruppi convocarono infatti un concilio a Pisa, invitando a parteciparvi i due rivali. Né Gregorio XII né Benedetto XIII si presentarono. Gregorio accettò l'invito a stabilirsi a Rimini presso il suo leale servitore, Carlo I Malatesta (uomo d'armi, era stato Capitano generale della Chiesa dal 1389 al 1404). Il Signore di Rimini si recò a Pisa di persona per assistere al concilio, allo scopo di appoggiare Gregorio presso i due gruppi di cardinali. Nel corso della quindicesima sessione, il 5 giugno 1409, il concilio di Pisa depose i due pontefici come scismatici, eretici, spergiuri e scandalosi. Dal conclave che ne seguì fu eletto papa il cardinale greco Pietro Filargo, che prese il nome di Alessandro V.
Gregorio XII, che nel frattempo aveva nominato (nel concistoro del 19 settembre 1408) altri dieci cardinali, tra cui anche il nipote Angelo Barbarigo, aveva convocato un proprio concilio a Cividale del Friuli, nel patriarcato di Aquileia. Nonostante l'appoggio dei re di Napoli e di Germania, il concilio si svolse in un clima ostile. Il Patriarca di Aquileia, infatti, era in conflitto con la Santa Sede. Venezia cercò di fare da mediatrice, ma non poté garantire un adeguato sostegno al pontefice in un'area, quella friulana, essenziale per le relazioni estere della Serenissima. I lavori si aprirono il 6 giugno, il giorno successivo a quello in cui a Pisa era stata decisa la deposizione dei due papi in carica. Sebbene pochi vescovi vi partecipassero, i padri conciliari dichiararono Benedetto XIII e Alessandro V usurpatori della Sede Apostolica, ribadendo la linea della successione romana. Il 5 settembre Gregorio XII ribadì la sua disponibilità ad abdicare a condizione che i due antipapi avessero fatto altrettanto, ma la situazione si era talmente deteriorata che il pontefice, timoroso di essere imprigionato, fuggì dal Friuli. Né il concilio di Pisa né quello di Cividale furono riconosciuti dalle obbedienze rivali.

#### La ricomposizione dello scisma d'Occidente
Gregorio XII giunse a Latisana; poi, grazie all'aiuto di Ladislao di Napoli, si recò via mare fino a Pescara e proseguì quindi via terra verso Sulmona, giungendo a fine novembre 1409 a Gaeta, nel territorio del Regno di Napoli.
Nel maggio 1410, morto il papa di Pisa Alessandro V, gli subentrò Giovanni XXIII, Baldassare Cossa, appartenente a una dinastia napoletana legata agli Angioini. Cossa decise di riprendere il controllo su Roma (occupata militarmente da Ladislao) e sulle terre che il re di Napoli aveva sottratto negli anni passati alla Sede Apostolica. A questo scopo si alleò col rivale dinastico di Ladislao, Luigi II d'Angiò. Giovanni XXIII strinse un accordo temporaneo anche con lo stesso Ladislao. Rimasto senza protezione, al pontefice non rimase che rifugiarsi presso Carlo I Malatesta. Il 30 ottobre lasciò Gaeta e, dopo un lungo tragitto via mare, sbarcò a Cesenatico il 22 dicembre 1411 entrando poi in Rimini due giorni dopo. Fino al 1415 visse da esule nella Romagna governata dal Malatesta. Durante questo periodo soggiornò in varie residenze malatestiane: Scolca, Montefiore, ed anche Bellaria. 
Lo scisma nella Chiesa si poté infine risolvere grazie al decisivo intervento dell'imperatore Sigismondo. Nel novembre 1414 Giovanni XXIII convocò un concilio. L'antipapa aveva scelto come sede conciliare Roma; l'imperatore impose invece che il concilio si svolgesse in territorio germanico, a Costanza. Da Rimini, Gregorio XII seguì i lavori, che si protrassero per mesi senza che si trovasse una soluzione, finché il 29 maggio 1415 Giovanni XXIII fu deposto.
La situazione s'era ribaltata a favore di Gregorio. Egli poteva quindi ricomporre lo scisma abdicando. Però doveva prima esser riconosciuto come l'unico pontefice legittimo. Prima di questi passi, Gregorio si risolse a riconoscere il concilio, che, essendo stato convocato da un antipapa, mancava fin allora di legittimità. Senza muoversi da Rimini, egli nominò Carlo Malatesta e il cardinal Giovanni Dominici di Ragusa come suoi delegati presso le assise conciliari. Essi si recarono a Costanza e, di fronte all'assemblea del concilio, il cardinal Dominici lesse la bolla di convocazione emanata da Gregorio e convalidò, in nome del papa, gli atti precedenti dello stesso concilio. Quindi il Malatesta, sempre in nome di Gregorio XII, pronunciò il 4 luglio 1415 la rinuncia all'ufficio di romano pontefice da parte di Gregorio, che i padri conciliari dichiararono di ratificare. In base a precedenti accordi, il concilio riconobbe anche tutti i cardinali che papa Gregorio aveva creato, dando così soddisfazione alla famiglia Correr, e nominando il papa dimissionario vescovo di Frascati e legato pontificio ad Ancona. Restava il papa avignonese, Benedetto XIII, irremovibile nelle sue posizioni, ma oramai abbandonato da tutti. Egli fu deposto dal Concilio di Costanza nel luglio 1417.

### Gli ultimi anni di vita (1415-1417)
Ritornato a essere Angelo Correr, l'anziano prelato trascorse il resto della sua vita in una tranquilla oscurità ad Ancona, dopo essere stato reintegrato pienamente nel collegio cardinalizio, in riconoscimento del suo comportamento dignitoso durante il concilio di Costanza.
Papa Gregorio XII è sepolto nella cattedrale di Recanati. Dopo di lui, tutti i papi sono stati sepolti a Roma.

### Concistori per la creazione di nuovi cardinali
Papa Gregorio XII nel corso del suo pontificato creò 14 cardinali, in due concistori.

## Successione apostolica
La successione apostolica è:
- Vescovo Robert Hallam (1407)
- Cardinale Antonio Correr, C.R.S.A. (1407)
- Papa Eugenio IV (1408)
- Arcivescovo Henry Chicheley (1408)

## Ascendenza
|                                   |   |   | Genitori |  |  | Nonni |  |  | Bisnonni     |  |  | Trisnonni     |  |
|                                   |   |   |          |  |  |       |  |  | Paolo Correr |  |  | Angelo Correr |  |
|                                   |   |   |          |  |  |       |  |  | Paolo Correr |  |  | Angelo Correr |  |
|                                   |   | … |          |  |  |       |  |  | Paolo Correr |  |  |               |  |
| Pietro Correr                     |   |   |          |  |  |       |  |  | Paolo Correr |  |  |               |  |
|                                   |   | … | …        |  |  |       |  |  |              |  |  |               |  |
|                                   |   | … | …        |  |  |       |  |  |              |  |  |               |  |
|                                   |   | … | …        |  |  |       |  |  |              |  |  |               |  |
| Nicolò Correr                     |   | … |          |  |  |       |  |  |              |  |  |               |  |
|                                   |   | … | …        |  |  |       |  |  |              |  |  |               |  |
|                                   |   | … | …        |  |  |       |  |  |              |  |  |               |  |
|                                   |   | … | …        |  |  |       |  |  |              |  |  |               |  |
| Beriola Bondumier                 |   | … |          |  |  |       |  |  |              |  |  |               |  |
|                                   |   | … | …        |  |  |       |  |  |              |  |  |               |  |
|                                   |   | … | …        |  |  |       |  |  |              |  |  |               |  |
|                                   |   | … | …        |  |  |       |  |  |              |  |  |               |  |
| Angelo Correr (papa Gregorio XII) |   | … |          |  |  |       |  |  |              |  |  |               |  |
|                                   | … | … |          |  |  |       |  |  |              |  |  |               |  |
|                                   | … | … |          |  |  |       |  |  |              |  |  |               |  |
|                                   | … | … |          |  |  |       |  |  |              |  |  |               |  |
| …                                 | … |   |          |  |  |       |  |  |              |  |  |               |  |
|                                   |   | … | …        |  |  |       |  |  |              |  |  |               |  |
|                                   |   | … | …        |  |  |       |  |  |              |  |  |               |  |
|                                   |   | … | …        |  |  |       |  |  |              |  |  |               |  |
| Polissena ?                       |   | … |          |  |  |       |  |  |              |  |  |               |  |
|                                   |   | … | …        |  |  |       |  |  |              |  |  |               |  |
|                                   |   | … | …        |  |  |       |  |  |              |  |  |               |  |
|                                   |   | … | …        |  |  |       |  |  |              |  |  |               |  |
| …                                 |   | … |          |  |  |       |  |  |              |  |  |               |  |
|                                   |   | … | …        |  |  |       |  |  |              |  |  |               |  |
|                                   |   | … | …        |  |  |       |  |  |              |  |  |               |  |
|                                   |   | … | …        |  |  |       |  |  |              |  |  |               |  |
|                                   |   | … |          |  |  |       |  |  |              |  |  |               |  |